# Générargues
Générargues é uma comuna francesa na região administrativa de Occitânia, no departamento de Gard. Estende-se por uma área de 10,24 km². Em 2010 a comuna tinha 714 habitantes (densidade: 69,7 hab./km²).